# Imigrația în Republica Moldova
Imigrația în Republica Moldova este un proces prin care persoane din alte țări sosesc în statul în cauză cu diferite scopuri: la muncă, studii, în scopuri familiale sau alte ativități (religioase, umanitare, voluntare). 

## Dinamică
| An   | Imigranți | % din populația totală | variație % față de anul preced. |
| ---- | --------- | ---------------------- | ------------------------------- |
| 1993 | 1,769     | x                      | x                               |
| 1997 | 1,624     | x                      | ▼8.2%                           |
| 2001 | 1,293     | 0.035%                 | ▼20.4%                          |
| 2003 | 1,620     | 0.044%                 | ▲25.3%                          |
| 2005 | 2,056     | 0.057%                 | ▲26.9%                          |
| 2007 | 2,070     | 0.058%                 | ▲0.7%                           |
| 2008 | 2,749     | 0.077%                 | ▲32.8%                          |
| 2009 | 2,010     | 0.056%                 | ▼26.9%                          |
| 2010 | 2,512     | 0.070%                 | ▲25.0%                          |
| 2011 | 2,704     | 0.077%                 | ▲7.6%                           |
| 2012 | 3,093     | 0.087%                 | ▲14.4%                          |
| 2013 | 3,349     | 0.094%                 | ▲8.3%                           |

## Imigranți după țara de origine
| Numărul cetățenilot străini sau apatrizi care au obținut dreptul de a se stabili cu traiul permanent sau temporar în Republica Moldova în anul 2013 | Numărul cetățenilot străini sau apatrizi care au obținut dreptul de a se stabili cu traiul permanent sau temporar în Republica Moldova în anul 2013 | Numărul cetățenilot străini sau apatrizi care au obținut dreptul de a se stabili cu traiul permanent sau temporar în Republica Moldova în anul 2013 | Numărul cetățenilot străini sau apatrizi care au obținut dreptul de a se stabili cu traiul permanent sau temporar în Republica Moldova în anul 2013 | Numărul cetățenilot străini sau apatrizi care au obținut dreptul de a se stabili cu traiul permanent sau temporar în Republica Moldova în anul 2013 |
| Loc | Țară | Numărul pers. admise | % din total | creșt/descr. față de 2012 |
| --- | --- | --- | --- | --- |
| 1 | România | 600 | 17.91% | ▲34,8% |
| 2 | Israel | 463 | 13.82% | ▲13,7% |
| 3 | Turcia | 445 | 13.28% | ▲32,0% |
| 4 | Ucraina | 394 | 11.76% | ▼2,2% |
| 5 | Rusia | 335 | 10.00% | ▲9,8% |
| 6 | Statele Unite ale Americii | 129 | 3.85% | ▼26,7% |
| 7 | Italia | 117 | 3.49% | ▼9,3% |
| 8 | Siria | 64 | 1.91% | ▼1,5% |
| 9 | Germania | 55 | 1.64% | ▼19,1% |
| 10 | Belarus | 39 | 1.16% | ▲129,4% |
| 11 | China | 38 | 1.13% | ▲65,2% |
| 12 | Irak | 35 | 1.04% | ▲169,2% |
| 12 | Uzbekistan | 34 | 1.01% | ▲54,5% |
| 14 | Azerbaidjan | 33 | 0.98% | ▲10,0% |
| 15 | Georgia | 31 | 0.92% | ▬ |
| 16 | Franța | 29 | 0.86% | ▼29,3% |
| 17 | Marea Britanie | 27 | 0.81% | ▼18,2% |
| 18 | Grecia | 26 | 0.78% | ▼7,1% |
| 19 | Spania | 25 | 0.75% | ▲150,0% |
| 20 | Armenia | 21 | 0.63% | ▼27,6% |
| x | Celelalte țări | 409 | 12.21% | x |
| x | Nedefinită/Apatrizi | 25 | 0.74% | x |
| x | Total | 3,349 | 100% | ▲8,27% |

## Imigranți după continentul de origine
| Continent | Imigranți | % din total | % creștere/desc. față de 2012 |
| --------- | --------- | ----------- | ----------------------------- |
| Europa    | 1,837     | 54.85%      | ▲7,0%                         |
| Asia      | 1,288     | 38.46%      | ▲17,0%                        |
| America   | 152       | 4.53%       | ▼22,0%                        |
| Africa    | 33        | 0.98%       | ▼35,3%                        |